# فهرست رودخانه‌های لسوتو
این صفحه شامل فهرست رودخانه‌های لسوتو است. این فهرست بر اساس حوزه آبریز مرتب شده است و رودهای فرعی هر حوزه در زیر رود اصلی مربوطه به صورت تورفته قرار گرفته‌اند.

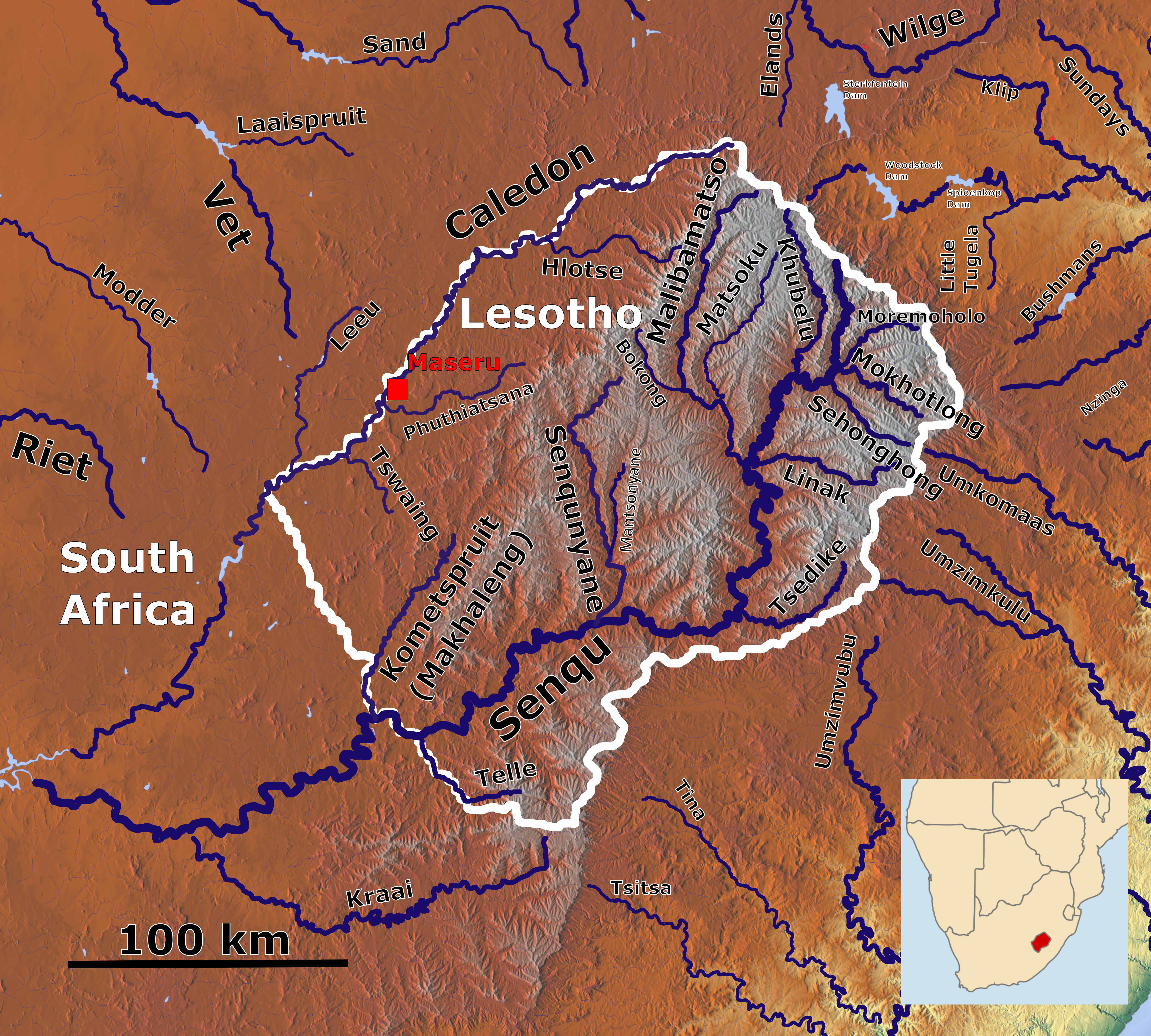
رودخانه‌های لسوتو

## فهرست

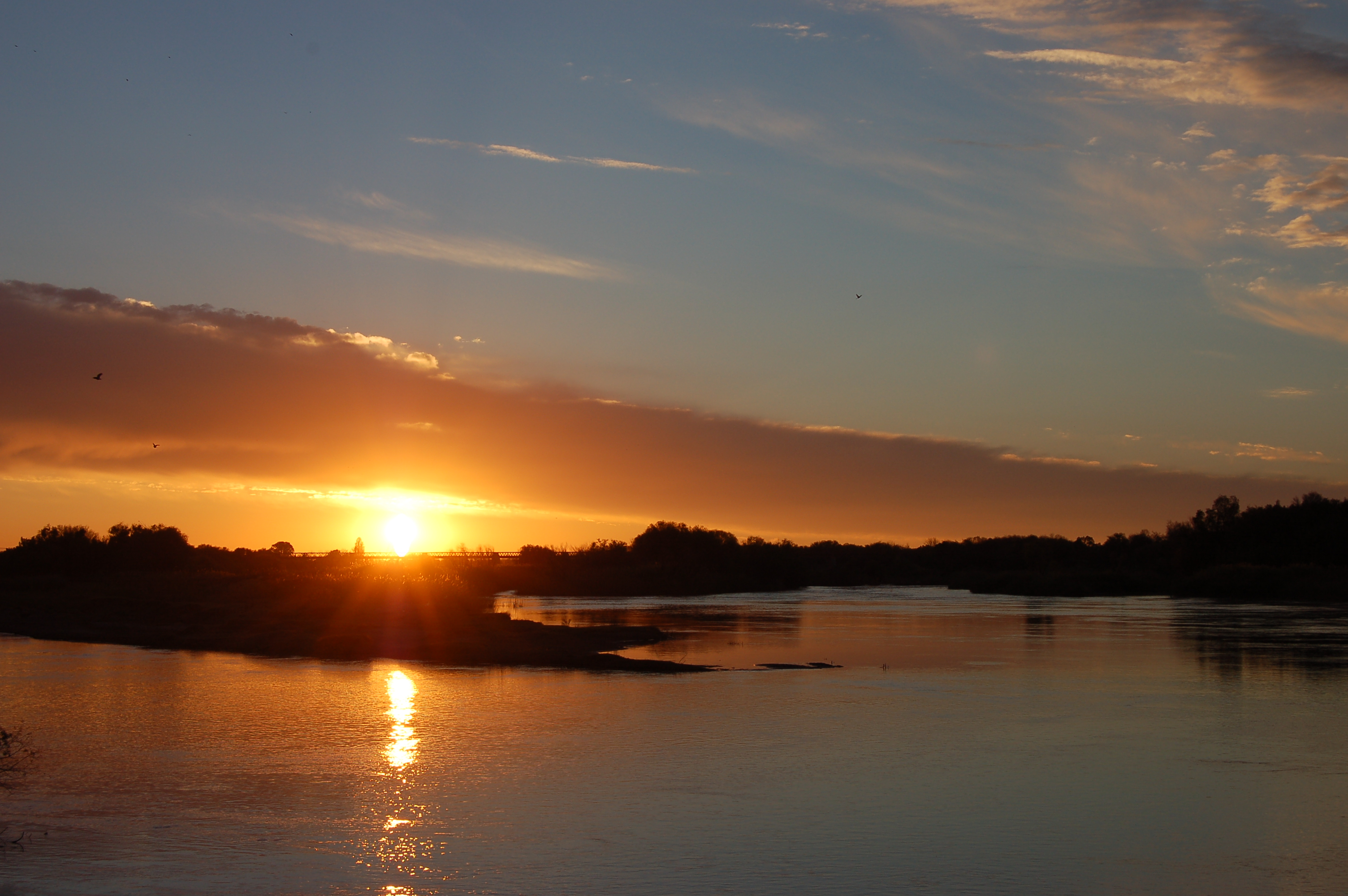
غروب خورشید بر روی رودخانه اورنج در نزدیکی آپینگتون در کیپ شمالی

رود اورنج (رود سنکو)
- - رود کالدون (رود موهوکاره)
    - رود کالدون کوچک (لسوتو)
    - رود نگوه

  - رود تله
  - رود ماخالنگ
  - رود سنکونیانه
    - رود مانتسونین

  - رود تسدیکه
  - رود مالیبامات‌سو
    - رود پلاننگ

  - رود دیناکنگ
  - رود خوبلو
  - رود موکات‌لانگ